# 李進 (元)
李 進（り しん、? - 1295年）は、モンゴル帝国に仕えた漢人の一人。順天軍曲陽県の出身。

## 概要
李進は幼くして軍籍に属し、万戸の張柔の軍に加わって杞州の三叉口に駐屯した。この頃、荊山の西90里に龍岡という南宋との境界があり、1238年（戊戌）春に張柔は龍岡の上に堡塁を築き始めた。淮河の水位が満ちた頃に南宋水軍が接近すると、李進は15名の兵を載せた舟一隻で一巨艦を奪う功績を挙げ、これにより百戸に昇格となった。
1258年（戊午）よりモンケの南宋親征が始まると、丞相の史天沢が諸国の勇敢な兵の選抜を行い、これに選ばれた李進は総把に任じられた。同年9月には陳倉より興元に入り、米倉関を過ぎたあたりからは荒れた土地を切り開きながら700里を進んだ。11月に定遠七十関に至ったが、これらの諸関は互いに連携して守りを固めている上、江水の流れが進軍を阻む天険の要塞であった。史天沢の命を受けて李進は投降するよう南宋兵に呼びかけたが拒否されたため、李進は密かに間道を探って力攻めするよう史天沢に進言した。その夜、史天沢は李進を含む勇士70人を派遣して間道から攻め入らせたが、途中で守備兵に気づかれ李進も傷を負ってしまった。しかし、李進はここから30人余りを殺傷して守備隊を退却させ、遂に城門を破壊して本軍を城内に入れることに成功した。
1259年（己未）2月、史天沢軍はモンケ軍に合流して釣魚山を包囲し、同年5月には嘉陵江より攻めてきた南宋水軍と三槽山の西で一戦交えた。6月には三槽山の東で南宋水軍を破り、7月には300隻余りで黒石峡に停泊する南宋水軍に対して、李進は先鋒として小舟50艘を率いて活躍し、戦後クビライ直々に戦功を賞されて錦衣・名馬を授けられている。8月には再び浮図関で南宋軍と戦い、前後5度にわたる戦闘で挙げた功績により上賞を受けた。
クビライが即位すると侍衛親軍に入り、中統2年（1261年）には総把の地位を授けられ、中統3年（1262年）には李璮の乱討伐に従事している。至元8年（1271年）からは襄陽の包囲に加わり、至元12年（1275年）には湖南・湖北一帯の平定に従事した。首都の臨安の陥落により南宋が事実上滅ぶと兵馬使の地位を授けられて鄂州に駐屯し、至元13年（1276年）には更に2千の兵を率いて河西中興府で屯田した。至元14年（1277年）、武略将軍・千戸に昇格となり、至元15年（1278年）には六盤山に移った。至元17年（1280年）、更に明威将軍・管軍総管に昇格となり、至元19年（1282年）には懐遠大将軍とされてウイグリスタンのビシュバリクに屯田した。
至元23年（1286年）、カイドゥとドゥアが軍を率いて洪水山に至ると、李進はこれを迎撃すべく出撃したものの、衆寡敵せず敗れ捕虜となった。しかしジャンバリクに至った所で李進は脱走し、カラコルムまで至ると敗走した兵300を集めて抗戦を続けた。その後、クビライの下に戻ると戦功を称えられて金織紋衣2襲・鈔1500貫を下賜された。至元25年（1288年）、蒙古侍衛親軍都指揮使司僉事の地位を授かり、また至元26年（1289年）には左翼屯田万戸とされたが、元貞元年（1295年）春に亡くなった。
死後は息子の李雯が地位を継いでいる。